# Stanisław Maliszewski (zm. ok. 1590)
Stanisław Maliszewski herbu Godziemba (zm. ok. 1590 roku) – sędzia dobrzyński w latach 1575-1586, podsędek dobrzyński w latach 1566-1568, sędzia grodzki bobrownicki.
Poseł na sejm 1572 roku z ziemi dobrzyńskiej.